# わがままDIY
『わがままDIY』は、ざらによる漫画。「DOS/V POWER REPORT」（インプレスジャパン）2008年6月号から連載開始。

## 作品概要
新米OLとなった主人公、面藤志乃とパソコン自作が好きな妖怪ざしきわらし「わらし様」が繰り広げる1話完結のストーリーである。基本は何かにつけて妙なパソコンを作ろうとするわらし様と志乃が活躍するが、とあるきっかけで美人のデキる後輩やわらし様のネット友達の電脳研究会メンバー、と電脳研の新メンバーであるひきこもりお嬢様も登場する。
作者によると当初は「わがままBTO」というタイトルにするつもりだったが、変な工作ばかりするので現在のタイトルになってよかったという。また「妖怪のPCお悩み相談」になった可能性もあり、妖怪たちが登場するのはその名残であるといえる。
第23回は担当のカウントミスで掲載当時は存在しなかったが、単行本1巻発売の際に、担当がネタを考え、作者が書き下ろした。そのため、通常は2ページの漫画だが、この回のみ2つの4コマ漫画（1ページに1つ作品がある）となっている。

## 登場人物
登場人物の名前はCPUのコードネームやパソコンショップの名前からとられている。

### 面藤家
面藤志乃
本作の主人公。蔵浜精機に勤務するOL。現在は秋葉原から電車で26分の所にある蔵浜（本作に登場する架空の地名）に住んでいる。当初はパソコンにはあまり詳しくなく、OLになる前は「ノートPCを買わずに大学生協で激安品のデスクトップPCを買うほどのケチ」（わらし様・談）だったが、わらし様の無茶振りに応えるうちにだんだんと初心者から離れる（正確にはマニアックになっていく）ようになった。わらし様がオンラインゲームで壱津達と意気投合したため、「替え玉」として「わらし様」と名乗っている。また、わらし様がPCパーツを買いまくるのでその度に金欠になる。運転免許を持っている。
名前の由来はインテルのCPUコードネーム「Mendocino」（メンドシノ）から。
ざしきわらし
本作のもう一人の主人公。志乃達からは「わらし様」と呼ばれる。語尾が「～じゃ」となるなど口調が年寄りじみている永遠の子供妖怪で、パソコンいじりとオンラインゲームが大好き。元々は志乃の実家にいたが、志乃の住む町が秋葉原にアクセスがよいという理由で志乃のコタツに憑いてきた。今では壱津達電脳研究会のメンバーともオンラインゲームで対戦しあう仲である。妖怪の友人がたくさんおり、時々志乃の家に招くことがある。何かにつけてパソコンと結び付けようとする癖を持つ。
剣津原サエ
志乃の会社の後輩だが、実は志乃より年上である。わらし様の事が見える数少ない人物。パソコン用の眼鏡がないと無愛想でケアレスミスを多発するが、わらし様によって眼精疲労を克服し、できる癒し系メガネ社員になった。以降なぜか志乃の家に居着くようになる（一応、彼女の自宅もある）。古いノートPC（CPUがPentium IIIの1GHz、256MBメモリ）を所有しており、志乃の家にある彼女の名前が入ったLANケーブルを使用し、インターネットに接続している。電脳研には蔵浜大学の院卒で研究員の籍があるため（工学部出身でもある）所属しており、仕事がない休日に参加している。
名前の由来はインテルのCPUコードネーム「Kentsfield-XE」（ケンツフィールド・XE）から。

### 電脳研究会
- 蔵浜大学にあるサークル。通称「電脳研」。メンバーは壱津、暮張、鳥栖原、瀬文、剣津原の5名と非正規部員として志乃（とわらし様）[8]が所属する。

壱津
わらし様のネット友達および志乃のリアル友達。作務衣にバンダナをかぶっている。実は帰国子女でもある。
名前の由来はPCショップ「PCワンズ」から。
暮張
わらし様のネット友達および志乃のリアル友達。髪がツンツンしており眼鏡をかけている。
名前の由来はPCショップ「クレバリー」から。
鳥栖原
わらし様のネット友達および志乃のリアル友達。電脳研究会の新入部員勧誘の際に女装したら志乃から好評だったほど似合う。PCショップでアルバイトをしている。
名前の由来はPCショップ「ドスパラ」から。
瀬文恵
電脳研の新入部員。かなりのお嬢様。「家の調度に合わないからパソコンを持ってはいけない」と両親に言われていたが、のちに家の暖炉を利用し、完成させる。
最近髪の毛の色を変えた（正確には「ブリーチをやめた」という方が適切）ことで、安物のパーツで作ったセキュリティシステムに引っ掛かったことがある。
名前の由来はAMDのCPUコードネーム「K7」から。

### その他の登場人物
克葉舞衣→加藤舞衣
志乃と同期の同僚。赤色の髪の毛をしている。VAIO type Pを所有しているが、温泉に志乃達と共に出張した際、体重で圧力をかけてしまい故障させてしまう（ブート画面で停止してしまった）。
登場当初は名前が判明しなかったが2012年8月号連載の回で判明し、さらに同回で結婚し、苗字が加藤になった。なお、単行本第1巻ではわらし様が「シンプルな名前である」ことを明かしていた。
名前の由来はインテルのCPUコードネーム「Coppermine」（カッパーマイン）及び「Katmai」（カトマイ）から。

## 単行本
インプレスジャパンより刊行されている。
1. 第1巻（2011年12月22日発売 12月21日初版発行） ISBN 978-4-8443-3126-1
2. 第2巻（2015年2月27日発売 3月1日初版発行） ISBN 978-4-8443-3763-8
3. 第3巻（2018年2月28日発売 3月1日初版発行） ISBN 978-4-2950-0323-6